# Wanderpfeifgans

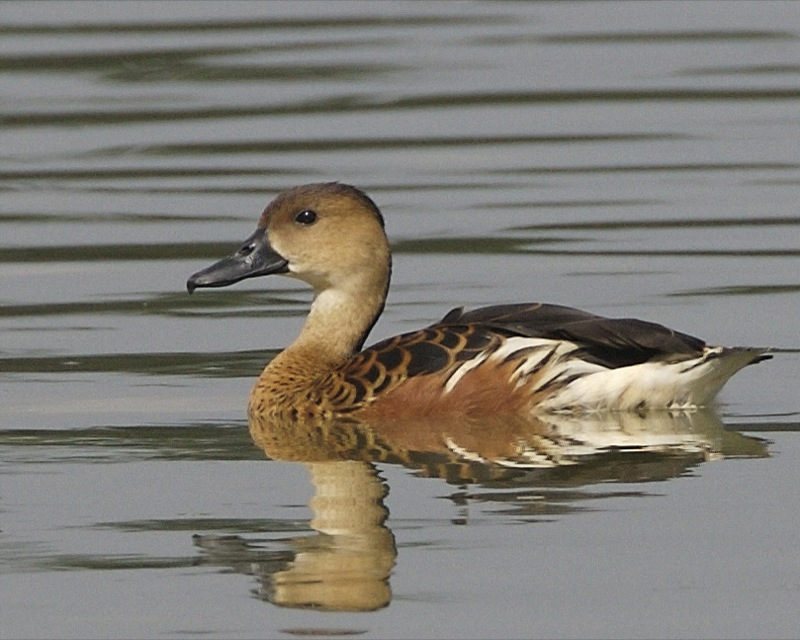
Wanderpfeifgans

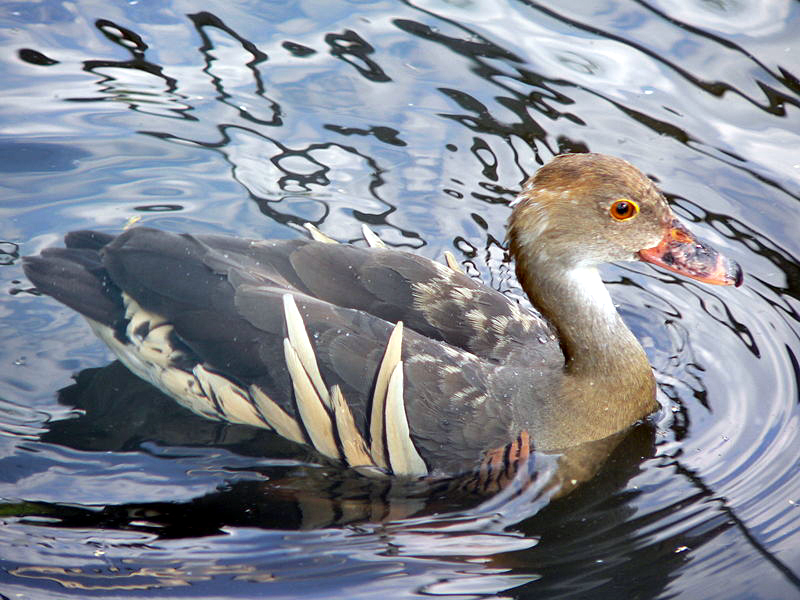
Sichelpfeifgans, eine der wenigen Arten, mit der die Wanderpfeifgans verwechselt werden kann

Die Wanderpfeifgans (Dendrocygna arcuata) ist eine Art der Familie der Entenvögel, die in Australasien vorkommt. Umfangreiche Beobachtungen über ihre Lebensweise liegen nur für die in Australien verbreitete Unterart Australische Wanderpfeifgans (D. a. australis) vor. Der Verbreitungsschwerpunkt der Wanderpfeifgans ist der Norden Australiens. Während der Trockenzeit, wenn sich die Vögel an den verbleibenden Restgewässern versammeln, können einzelne Trupps aus mehreren tausend Individuen bestehen.
Die IUCN stuft die Wanderpfeifgans als nicht gefährdet (least concern) ein. Der Bestand wird auf 200.000 bis 2 Millionen geschlechtsreife Individuen geschätzt.

## Erscheinungsbild
Die Wanderpfeifgans erreicht eine Körperlänge von 55 bis 60 Zentimetern. Die Flügelspannweite beträgt 80 bis 90 Zentimeter, das Gewicht durchschnittlich 735 Gramm. Die Wanderpfeifgans weist nur einen geringen Geschlechtsdimorphismus auf. Die Weibchen sind lediglich etwas weniger farbintensiv gefärbt als die Männchen. 
Adulte Wanderpfeifgänse haben einen dunkelbraunen bis schwarzen Oberkopf und Hinterhals, die Kopfseiten und die Halsseiten sind blassbraun bis rötlich braun. Durch das Gesicht verläuft ein unscharf abgegrenzter Augenstrich. Die Vorderbrust ist rötlich braun und wirkt durch die dunklen Federsäume geschuppt. Der Rücken und der Bürzel sind dunkelbraun bis schwarz, die Federn weisen zum Teil breite, kräftig kastanienbraune Säume auf. Die Flanken sind kastanienbraun und weisen einzelne verlängerte lanzettförmige Federn auf. Die Unterschwanzdecken sind weiß, der Bauch ist kastanienfarben. Die Iris ist rotbraun. Der Schnabel, die Beine und die Füße sind schwarz.
Frisch geschlüpfte Küken sind auf der Körperoberseite schwarzgrau mit einem leicht bräunlichen Schimmer. Die Körperunterseite ist grauweiß. Im Nacken verläuft ein schmales Band, das am Hinterhals unterbrochen ist. Eine Fleckung auf dem Rücken fehlt. Schnabel, Iris und Beine sind dunkelgrau. Jungvögel ähneln den adulten Vögeln, jedoch sind die Körperseiten verwaschen rotbraun, die Brustflecken sind etwas gröber und die Flankenfedern sind kürzer und weisen noch keinen so reinen, hellen Ton auf wie bei den adulten Vögeln.

## Verwechslungsmöglichkeiten
Pfeifgänse sind auf Grund ihrer aufrechten Körperhaltung mit keiner anderen Art zu verwechseln. Ihr langer Hals und ihre langen Beine helfen, sie von anderen Entenarten zu unterscheiden. Im Flug fallen sie durch ihre Lautäußerungen und das pfeifende Fluggeräusch auf. Die Wanderpfeifgans selber kann nur mit der Sichelpfeifgans verwechselt werden, die ein ähnliches Verbreitungsgebiet wie die Wanderpfeifgans hat. Die Sichelpfeifgans ist insgesamt blasser, größer und hat einen schlankeren Körperbau. Diese Art hat außerdem kastanienbraune vordere Flanken, die auffällig gestreift sind. Beine und Füße sind rosa bis kräftig fleischfarben und nicht grau wie bei der Wanderpfeifgans. Sichelpfeifgänse haben außerdem eine weniger ans Wasser gebundene Lebensweise.

## Typische Verhaltensweisen
Außerhalb der Fortpflanzungszeit ist die Wanderpfeifgans eine sehr gesellig lebende Art. Sie ist dann in Trupps zu beobachten, die gelegentlich aus mehreren tausend Individuen bestehen können. Die Truppgröße nimmt mit zunehmender Trockenzeit zu. Während der Trockenzeit im Jahre 1964 wurden im Northern Territory Trupps beobachtet, die aus bis zu 40.000 Individuen bestanden. Diese Trupps sind häufig mit der Sichelpfeifgans vergesellschaftet.  Sie halten sich bevorzugt an Stellen mit größerer Gewässertiefe auf und ruhen auf Sand- und Schlammbänken am Wasserrand oder im flachen Wasser. Wanderpfeifgänse sind gute Schwimmer und tauchen häufig. Große, auf dem Wasser schwimmende Trupps bewegen sich typischerweise in eine Richtung, dabei fliegen die am Ende des Trupps befindlichen Wasserpfeifgänse immer wieder auf und setzen sich an die Spitze des Trupps, um dort nach Nahrung zu suchen. 
Das Flugbild der Wanderpfeifgans entspricht dem anderer Pfeifgänse: Der Kopf ist während des Fluges tiefer als der Rücken, die Beine hängen herab. Der Flügelschlag ist langsam. Dabei sind pfeifende Fluggeräusche und das typische hohe Pfeifen zu vernehmen, das der Unterfamilie ihren Namen gab.

## Verbreitungsgebiet

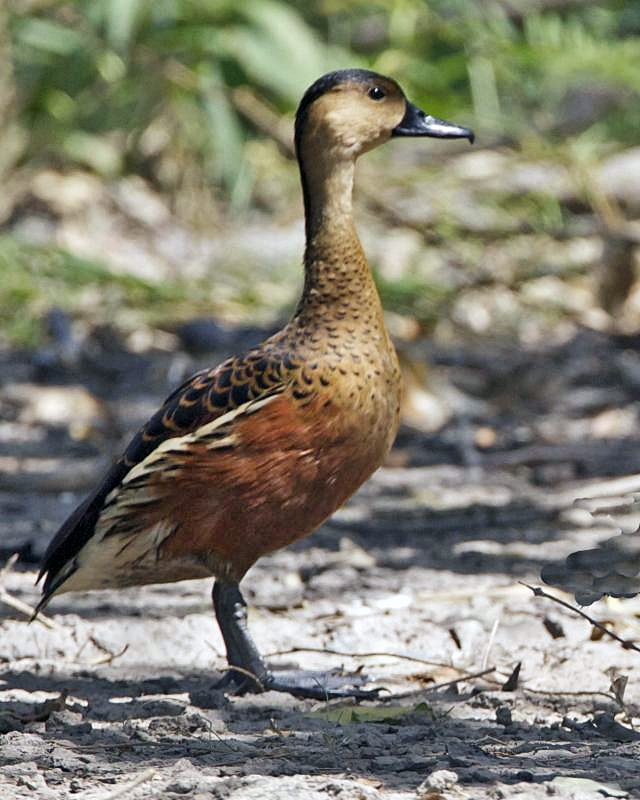
Wanderpfeifgans der Unterart D. a. australis

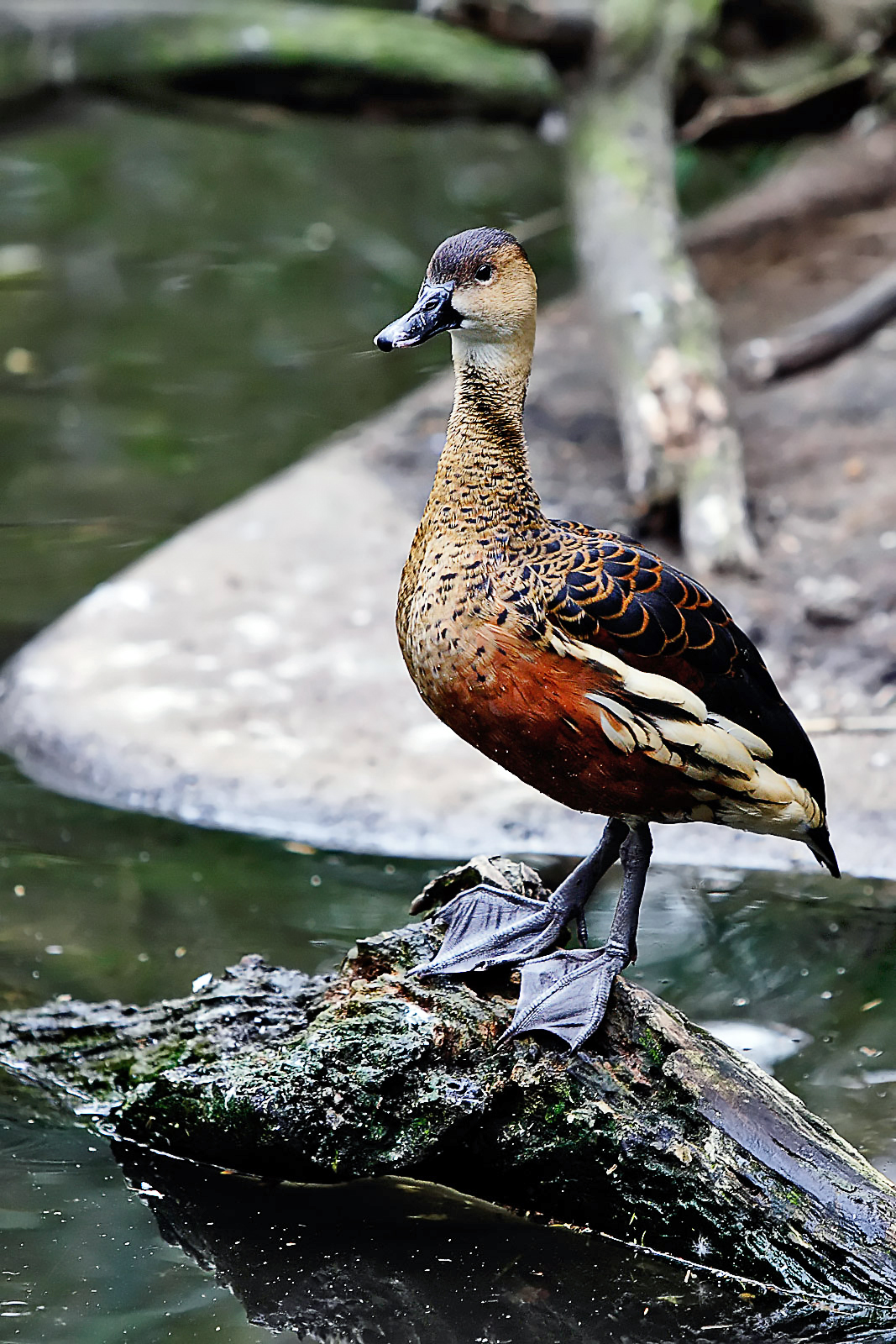
Wanderpfeifgans

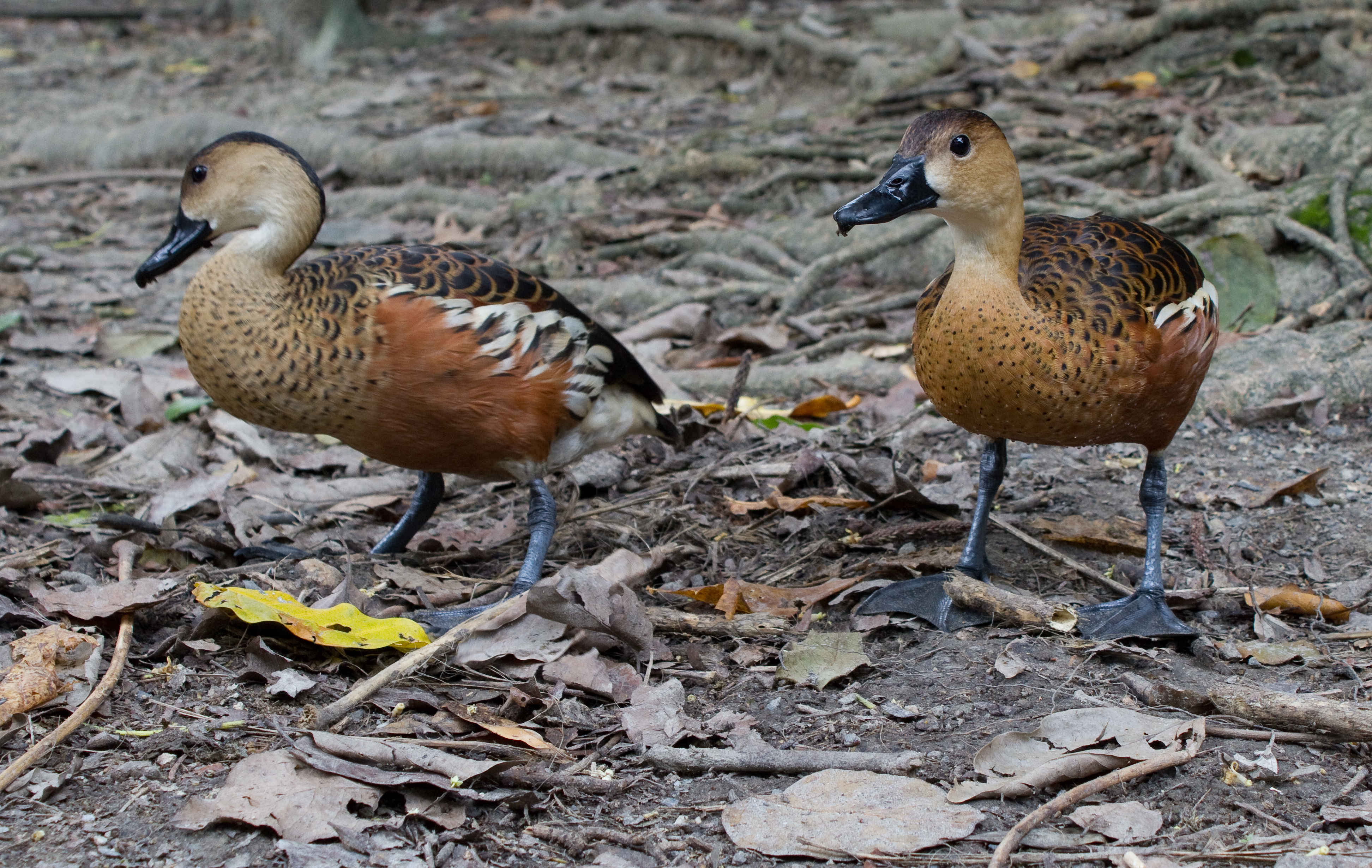
Wanderpfeifgänse

Der Verbreitungsschwerpunkt der Wanderpfeifgans ist der Norden und Nordosten Australiens. Sie kommt außerdem auf den Philippinen vor, und auf Borneo ist sie 1960 zwei Mal beobachtet worden. Zum Verbreitungsgebiet gehören außerdem Sulawesi, Java, die Kleinen Sundainseln, Neuguinea und Neubritannien. Auf den Fidschiinseln war sie mindestens bis 1959 beheimatet und früher besiedelte sie auch Neukaledonien.
Die Wanderbewegungen der Wanderpfeifgans sind bislang nicht abschließend untersucht. Es ist nicht ausgeschlossen, dass es sich um Zugvögel handelt oder dass es sich um eine dispergierende Vogelart handelt, die während der Regenzeit neu entstehende geeignete Lebensräume schnell besiedelt. Während der Trockenzeiten versammeln sich Wanderpfeifgänse häufig in dichten Scharen an den verbleibenden Restgewässern. Mit Einsetzen der Regenzeit im November und Dezember lösen sich diese Trupps sehr schnell wieder auf. Sie versammeln sich wieder an diesen permanenten Gewässern in den Monaten April bis Mai.

## Lebensraum
Bezüglich ihrer Lebensraumansprüche weist die Wanderpfeifgans viele Gemeinsamkeiten mit der Sichelpfeifgans auf. Sie ist allerdings stärker als diese ans Wasser gebunden und hält sich ganzjährig an großen Flachgewässern auf, die eine reiche Flora von Schwimm- und Unterwasserpflanzen aufweisen. Ihr Lebensraum sind sowohl tropische als auch subtropische Regionen, die größten Ansammlungen finden sich in den Überschwemmungsgebieten in der Küstenregion des australischen Northern Territory. 

## Nahrung
Ähnlich wie die Sichelpfeifgans ernährt sich die Wanderpfeifgans rein pflanzlich. Sie frisst jahreszeitlich in wechselnden Anteilen Grünteile, Samen und Knospen verschiedener Wasser- und Sumpfpflanzen. Dabei spielen insbesondere Seerosen, Wildreis und Hirse-Arten eine größere Rolle. Die Nahrung wird tauchend, gründelnd und seihend aufgenommen. Die Tauchgänge erreichen eine Tiefe von bis zu drei Metern. Die wenigen Insekten, die die Wanderpfeifgans frisst, werden vermutlich eher versehentlich gefressen.  
Wanderpfeifgänse suchen häufig in dichten Schwärmen nach Nahrung. Der Schwarm bewegt sich dabei gleichgerichtet. Die Nahrungssuche findet überwiegend während der Dämmerung und in der Nacht statt. Tagsüber ruhen Wanderpfeifgänse auf Sandbänken oder im Flachwasser stehend. 

## Fortpflanzung

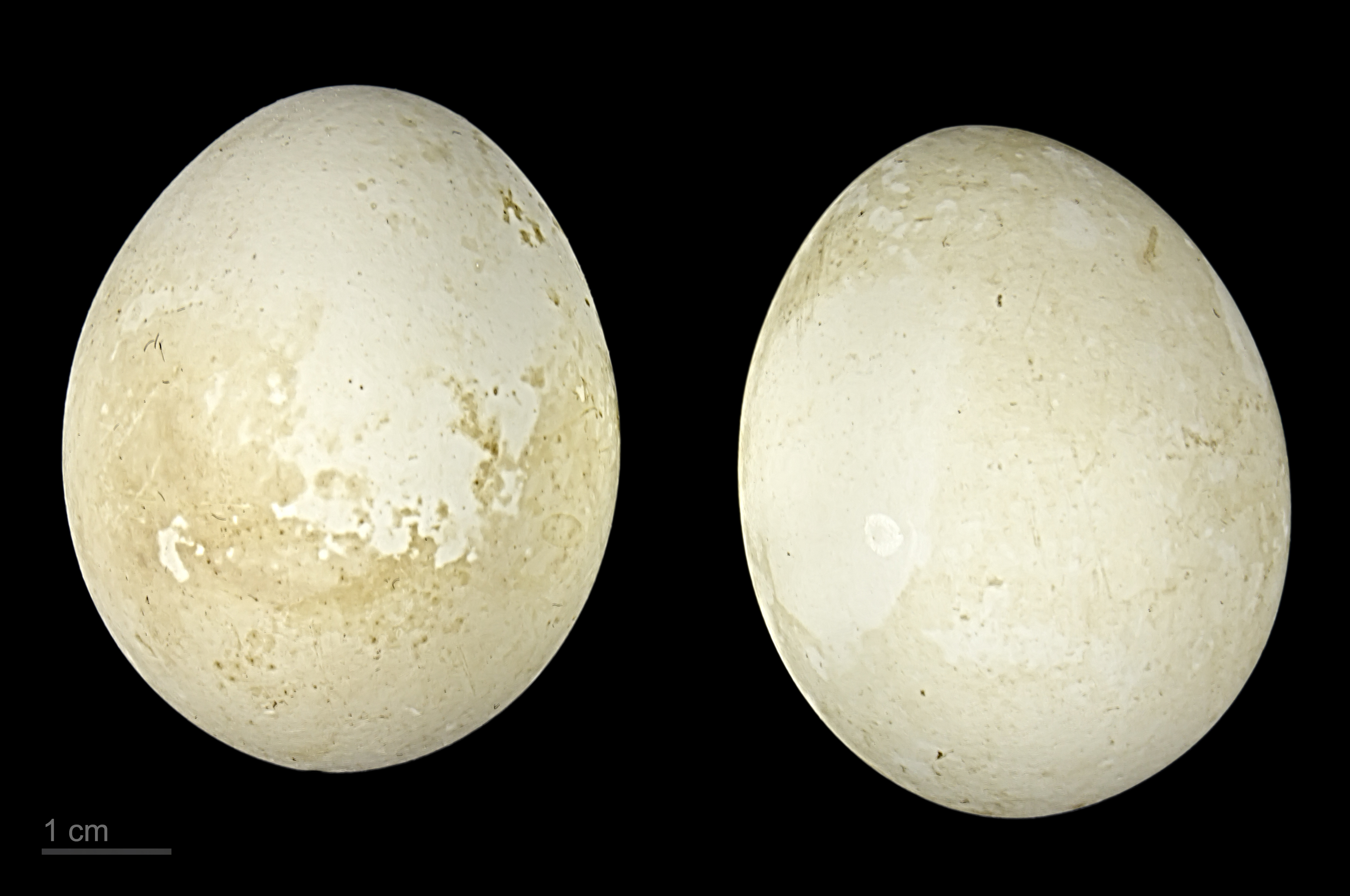
Dendrocygna arcuata

Das Fortpflanzungsverhalten der Wanderpfeifgans ist noch nicht abschließend untersucht. Es handelt sich aber in jedem Fall um monogame Vögel, deren Paarbeziehung möglicherweise so lange besteht, bis einer der beiden Partnervögel stirbt. Das Paar wählt gemeinsam den Niststandort. Die Brut sowie die Kükenführung erfolgt durch beide Elternvögel. Beobachtet wurde, dass Paare gelegentlich sogar verwaiste Küken adoptieren, selbst die Küken von Sichelpfeifgänsen werden von ihnen angenommen. Das Fortpflanzungsverhalten wird durch die einsetzende Regenzeit ausgelöst und fällt im Northern Territory in die erste Jahreshälfte. Neu angelegte Nester wurden dort sowohl im Januar als auch im Juni beobachtet. Während einer ausgeprägten Trockenzeit in Queensland brüteten dort Wanderpfeifgänse nur zwischen dem 4. Januar und dem 17. Februar und nur eine geringe Anzahl von Paaren zog überhaupt Nachwuchs groß.
Die Nester der Wanderpfeifgans stehen gut verborgen im etwas erhöht liegenden und damit nicht überflutungsgefährdeten Grasland. Das Nest weist keine Dunenauspolsterung auf. Die Brutzeit wird auf 28 bis 30 Tage geschätzt. In Gefangenschaft geschlüpfte Küken wogen kurz nach dem Schlupf durchschnittlich 20 Gramm. Sie waren mit zehn Wochen voll befiedert, jedoch erst im Alter von 12 bis 13 Wochen flugfähig.

## Systematik
Es werden drei Unterarten unterschieden, die sich vor allem in ihrer Größe und weniger in ihrer Färbung unterscheiden. Eine der Unterarten, die auf den Fidschi-Inseln und Neubritannien beheimatete Kleine Wanderpfeifgans (Dendrocygna arcuata pygmaea), gilt als extrem bedroht. Bei der Nominatform (D. a. arcuata) ist der Bestand nur lückenhaft bekannt. Sie kommt zumindest in Teilen ihres Verbreitungsgebietes – einige Inseln der Philippinen sowie die Tiefebenen von Neuguinea – noch sehr zahlreich vor. Die Australische Wanderpfeifgans (D. a. australis) ist zumindest im Norden von Australien noch häufig zu beobachten. Im Osten Australiens dagegen gehen ihre Bestände zurück.
Die genaueren Verwandtschaftsverhältnisse der Pfeifgänse sehen folgendermaßen aus:
|  | Tüpfelpfeifgans (D. guttata) |
|  |                              |
|  | Kubapfeifgans (D. arborea)   |
|  |                              |

|                         | Gelbbrust-Pfeifgans (D. bicolor)                                                              |
|                         |                                                                                               |
|                         | Sichelpfeifgans (D. eytoni)                                                                   |
|                         |                                                                                               |
| N.N.                    | \| \| Wanderpfeifgans (D. arcuata) \| \| \| \| \| \| Zwergpfeifgans (D. javanica) \| \| \| \| |
| Vorlage:Klade/Wartung/3 | \| \| Wanderpfeifgans (D. arcuata) \| \| \| \| \| \| Zwergpfeifgans (D. javanica) \| \| \| \| |
|                         | Wanderpfeifgans (D. arcuata)                                                                  |
|                         |                                                                                               |
|                         | Zwergpfeifgans (D. javanica)                                                                  |
|                         |                                                                                               |

|  | Wanderpfeifgans (D. arcuata) |
|  |                              |
|  | Zwergpfeifgans (D. javanica) |
|  |                              |

|  | Tüpfelpfeifgans (D. guttata) |
|  |                              |
|  | Kubapfeifgans (D. arborea)   |
|  |                              |

|                         | Gelbbrust-Pfeifgans (D. bicolor)                                                              |
|                         |                                                                                               |
|                         | Sichelpfeifgans (D. eytoni)                                                                   |
|                         |                                                                                               |
| N.N.                    | \| \| Wanderpfeifgans (D. arcuata) \| \| \| \| \| \| Zwergpfeifgans (D. javanica) \| \| \| \| |
| Vorlage:Klade/Wartung/3 | \| \| Wanderpfeifgans (D. arcuata) \| \| \| \| \| \| Zwergpfeifgans (D. javanica) \| \| \| \| |
|                         | Wanderpfeifgans (D. arcuata)                                                                  |
|                         |                                                                                               |
|                         | Zwergpfeifgans (D. javanica)                                                                  |
|                         |                                                                                               |

|  | Wanderpfeifgans (D. arcuata) |
|  |                              |
|  | Zwergpfeifgans (D. javanica) |
|  |                              |

|  | Witwenpfeifgans (D. viduata)    |
|  |                                 |
|  | Herbstpfeifgans (D. autumnalis) |
|  |                                 |

|  | Tüpfelpfeifgans (D. guttata) |
|  |                              |
|  | Kubapfeifgans (D. arborea)   |
|  |                              |

|                         | Gelbbrust-Pfeifgans (D. bicolor)                                                              |
|                         |                                                                                               |
|                         | Sichelpfeifgans (D. eytoni)                                                                   |
|                         |                                                                                               |
| N.N.                    | \| \| Wanderpfeifgans (D. arcuata) \| \| \| \| \| \| Zwergpfeifgans (D. javanica) \| \| \| \| |
| Vorlage:Klade/Wartung/3 | \| \| Wanderpfeifgans (D. arcuata) \| \| \| \| \| \| Zwergpfeifgans (D. javanica) \| \| \| \| |
|                         | Wanderpfeifgans (D. arcuata)                                                                  |
|                         |                                                                                               |
|                         | Zwergpfeifgans (D. javanica)                                                                  |
|                         |                                                                                               |

|  | Wanderpfeifgans (D. arcuata) |
|  |                              |
|  | Zwergpfeifgans (D. javanica) |
|  |                              |

|  | Tüpfelpfeifgans (D. guttata) |
|  |                              |
|  | Kubapfeifgans (D. arborea)   |
|  |                              |

|                         | Gelbbrust-Pfeifgans (D. bicolor)                                                              |
|                         |                                                                                               |
|                         | Sichelpfeifgans (D. eytoni)                                                                   |
|                         |                                                                                               |
| N.N.                    | \| \| Wanderpfeifgans (D. arcuata) \| \| \| \| \| \| Zwergpfeifgans (D. javanica) \| \| \| \| |
| Vorlage:Klade/Wartung/3 | \| \| Wanderpfeifgans (D. arcuata) \| \| \| \| \| \| Zwergpfeifgans (D. javanica) \| \| \| \| |
|                         | Wanderpfeifgans (D. arcuata)                                                                  |
|                         |                                                                                               |
|                         | Zwergpfeifgans (D. javanica)                                                                  |
|                         |                                                                                               |

|  | Wanderpfeifgans (D. arcuata) |
|  |                              |
|  | Zwergpfeifgans (D. javanica) |
|  |                              |

|  | Witwenpfeifgans (D. viduata)    |
|  |                                 |
|  | Herbstpfeifgans (D. autumnalis) |
|  |                                 |

|  | Tüpfelpfeifgans (D. guttata) |
|  |                              |
|  | Kubapfeifgans (D. arborea)   |
|  |                              |

|                         | Gelbbrust-Pfeifgans (D. bicolor)                                                              |
|                         |                                                                                               |
|                         | Sichelpfeifgans (D. eytoni)                                                                   |
|                         |                                                                                               |
| N.N.                    | \| \| Wanderpfeifgans (D. arcuata) \| \| \| \| \| \| Zwergpfeifgans (D. javanica) \| \| \| \| |
| Vorlage:Klade/Wartung/3 | \| \| Wanderpfeifgans (D. arcuata) \| \| \| \| \| \| Zwergpfeifgans (D. javanica) \| \| \| \| |
|                         | Wanderpfeifgans (D. arcuata)                                                                  |
|                         |                                                                                               |
|                         | Zwergpfeifgans (D. javanica)                                                                  |
|                         |                                                                                               |

|  | Wanderpfeifgans (D. arcuata) |
|  |                              |
|  | Zwergpfeifgans (D. javanica) |
|  |                              |

|  | Tüpfelpfeifgans (D. guttata) |
|  |                              |
|  | Kubapfeifgans (D. arborea)   |
|  |                              |

|                         | Gelbbrust-Pfeifgans (D. bicolor)                                                              |
|                         |                                                                                               |
|                         | Sichelpfeifgans (D. eytoni)                                                                   |
|                         |                                                                                               |
| N.N.                    | \| \| Wanderpfeifgans (D. arcuata) \| \| \| \| \| \| Zwergpfeifgans (D. javanica) \| \| \| \| |
| Vorlage:Klade/Wartung/3 | \| \| Wanderpfeifgans (D. arcuata) \| \| \| \| \| \| Zwergpfeifgans (D. javanica) \| \| \| \| |
|                         | Wanderpfeifgans (D. arcuata)                                                                  |
|                         |                                                                                               |
|                         | Zwergpfeifgans (D. javanica)                                                                  |
|                         |                                                                                               |

|  | Wanderpfeifgans (D. arcuata) |
|  |                              |
|  | Zwergpfeifgans (D. javanica) |
|  |                              |

|  | Witwenpfeifgans (D. viduata)    |
|  |                                 |
|  | Herbstpfeifgans (D. autumnalis) |
|  |                                 |

|  | Tüpfelpfeifgans (D. guttata) |
|  |                              |
|  | Kubapfeifgans (D. arborea)   |
|  |                              |

|                         | Gelbbrust-Pfeifgans (D. bicolor)                                                              |
|                         |                                                                                               |
|                         | Sichelpfeifgans (D. eytoni)                                                                   |
|                         |                                                                                               |
| N.N.                    | \| \| Wanderpfeifgans (D. arcuata) \| \| \| \| \| \| Zwergpfeifgans (D. javanica) \| \| \| \| |
| Vorlage:Klade/Wartung/3 | \| \| Wanderpfeifgans (D. arcuata) \| \| \| \| \| \| Zwergpfeifgans (D. javanica) \| \| \| \| |
|                         | Wanderpfeifgans (D. arcuata)                                                                  |
|                         |                                                                                               |
|                         | Zwergpfeifgans (D. javanica)                                                                  |
|                         |                                                                                               |

|  | Wanderpfeifgans (D. arcuata) |
|  |                              |
|  | Zwergpfeifgans (D. javanica) |
|  |                              |

|  | Tüpfelpfeifgans (D. guttata) |
|  |                              |
|  | Kubapfeifgans (D. arborea)   |
|  |                              |

|                         | Gelbbrust-Pfeifgans (D. bicolor)                                                              |
|                         |                                                                                               |
|                         | Sichelpfeifgans (D. eytoni)                                                                   |
|                         |                                                                                               |
| N.N.                    | \| \| Wanderpfeifgans (D. arcuata) \| \| \| \| \| \| Zwergpfeifgans (D. javanica) \| \| \| \| |
| Vorlage:Klade/Wartung/3 | \| \| Wanderpfeifgans (D. arcuata) \| \| \| \| \| \| Zwergpfeifgans (D. javanica) \| \| \| \| |
|                         | Wanderpfeifgans (D. arcuata)                                                                  |
|                         |                                                                                               |
|                         | Zwergpfeifgans (D. javanica)                                                                  |
|                         |                                                                                               |

|  | Wanderpfeifgans (D. arcuata) |
|  |                              |
|  | Zwergpfeifgans (D. javanica) |
|  |                              |

|  | Witwenpfeifgans (D. viduata)    |
|  |                                 |
|  | Herbstpfeifgans (D. autumnalis) |
|  |                                 |

## Haltung
Die Welterstzucht gelang nach heutigem Erkenntnisstand einem Privathalter in Kalifornien. Insgesamt waren Wanderpfeifgänse in der Zoo- und Privathaltung selten. Erst in den 1980er Jahren wurden Wanderpfeifgänse in größerer Zahl aus Indonesien importiert. Mit diesen Vögeln gelangen einigen Privathaltern mehrfach Nachzuchten.